# Lilibet Mountbatten-Windsor
Lilibet z Sussexu (Lilibet Diana; ur. 4 czerwca 2021 w Santa Barbara Cottage Hospital w Santa Barbara) – potomkini brytyjskiej rodziny królewskiej, córka Henryka, księcia Sussexu i jego żony, Meghan, księżnej Sussexu; Jedenasta prawnuczka królowej Elżbiety II; zajmuje 7. miejsce (stan na wrzesień 2022 r.) w linii sukcesji brytyjskiego tronu.
Imiona dziecka są hołdem złożonym przedstawicielkom rodziny królewskiej poprzednich pokoleń: Diana po babci, księżnej Walii Dianie, a Lilibet po prababci, królowej Elżbiecie II. Poprzez swojego przodka, Jana Wilhelma Friso, księcia Oranii spokrewniona jest ze wszystkimi rodzinami królewskimi i książęcymi panującymi w Europie.
Mieszka w Santa Barbara w Stanach Zjednoczonych. Posiada obywatelstwo brytyjskie i amerykańskie.

## Życiorys
Jej dziadkami są ze strony ojca Karol III, i jego pierwsza żona, Diana, pochodząca z rodziny hrabiów Spencer; natomiast ze strony matki Thomas Markle, Amerykanin związany z przemysłem filmowym i jego druga żona, Doria Ragland, instruktorka yogi i pracownica społeczna.
Została ochrzczona w piątek, 3 marca 2023, przez Johna Taylora, anglikańskiego arcybiskupa Los Angeles o czym poinformował rzecznik prasowy jej rodziców. 
Po wstąpieniu na tron swojego dziadka, księcia Karola, przysługuje jej tytuł Jej Królewskiej Wysokości Księżniczki Zjednoczonego Królestwa. Do 8 marca 2023 r. oficjalna strona internetowa rodziny królewskiej nadal publicznie używała formularza „Miss Lilibet Mountbatten-Windsor”. 9 marca strona została zaktualizowana, a rzecznik księcia i księżnej Sussexu potwierdził, że tytuły Lilibet i jej brata będą używane w sytuacjach formalnych. 

Od urodzenia wpisana jest do linii sukcesji brytyjskiego tronu; obecnie (stan na wrzesień 2022 r.) zajmuje siódme miejsce, za bratem, a przed księciem Yorku. Nie jest zobowiązana do udziału w oficjalnych wystąpieniach ani reprezentowania króla.

## Genealogia

### Przodkowie
| Prapradziadkowie            | Książę Andrzej z Grecji i Danii ∞ Alicja, księżna Andrzej z Grecji i Danii | Jerzy VI, król Zjednoczonego Królestwa ∞ Elżbieta, królowa Zjednoczonego Królestwa | Albert Spencer, 7. hrabia Spencer ∞ Cynthia Spencer, hrabina Spencer | Maurice Roche, 4. baron Fermoy ∞ Ruth, baronowa Fermoy         | Isaac Markle ∞ Ruth Arnold                       | Frederick Sanders ∞ Gertrude Merrill             | Steve Ragland ∞ Louise Russell                   | James Arnold ∞ Nettie Allen                      |
| Pradziadkowie               | Filip, książę Edynburga ∞ Elżbieta II, królowa Zjednoczonego Królestwa     | Filip, książę Edynburga ∞ Elżbieta II, królowa Zjednoczonego Królestwa             | Edward Spencer, 8. hrabia Spencer ∞ Frances Shand Kydd               | Edward Spencer, 8. hrabia Spencer ∞ Frances Shand Kydd         | Gordon Markle ∞ Doris Sanders                    | Gordon Markle ∞ Doris Sanders                    | Alvin Ragland ∞ Jeanette Arnold                  | Alvin Ragland ∞ Jeanette Arnold                  |
| Dziadkowie                  | Karol III, król Zjednoczonego Królestwa ∞ Diana, księżna Walii             | Karol III, król Zjednoczonego Królestwa ∞ Diana, księżna Walii                     | Karol III, król Zjednoczonego Królestwa ∞ Diana, księżna Walii       | Karol III, król Zjednoczonego Królestwa ∞ Diana, księżna Walii | Thomas Markle ∞ Doria Ragland                    | Thomas Markle ∞ Doria Ragland                    | Thomas Markle ∞ Doria Ragland                    | Thomas Markle ∞ Doria Ragland                    |
| Rodzice                     | Henryk, książę Sussexu ∞ Meghan, księżna Sussexu                           | Henryk, książę Sussexu ∞ Meghan, księżna Sussexu                                   | Henryk, książę Sussexu ∞ Meghan, księżna Sussexu                     | Henryk, książę Sussexu ∞ Meghan, księżna Sussexu               | Henryk, książę Sussexu ∞ Meghan, księżna Sussexu | Henryk, książę Sussexu ∞ Meghan, księżna Sussexu | Henryk, książę Sussexu ∞ Meghan, księżna Sussexu | Henryk, książę Sussexu ∞ Meghan, księżna Sussexu |
| Lilibet Mountbatten-Windsor |                                                                            |                                                                                    |                                                                      |                                                                |                                                  |                                                  |                                                  |                                                  |

## Tytuły
Zgodnie z prawem po narodzinach jako prawnuczce monarchy nie przysługiwał jej tytuł księżniczki. Jako córka brytyjskiego hrabiego mogła natomiast korzystać z tytułu lady, rodzice zdecydowali jednak, że nie będzie nosiła tytułów szlacheckich. Od 8 września 2022 w związku ze wstąpieniem na tron jej dziadka Karola III przysługuje jej tytuł księżniczki i predykat Jej Królewskiej Wysokości. Na początku marca 2023 poinformowano, że zarówno ona jak i jej brat będą korzystać z tytułów w sytuacjach formalnych.
| Od              | Do              | Tytuł                                                |
| --------------- | --------------- | ---------------------------------------------------- |
| 4 czerwca 2021  | 8 września 2022 | Miss Lilibet Mountbatten-Windsor                     |
| 8 września 2022 | nadal           | Jej Królewska Wysokość Księżniczka Lilibet z Sussexu |